# The Princeton Companion to Mathematics
The Princeton Companion to Mathematics est un ouvrage de mathématiques. C'est un livre généraliste, sous la forme d'une somme d'essais sur des sujets mathématiques très variés, signés par des mathématiciens reconnus.
Timothy Gowers a dirigé la rédaction du Princeton Companion, associé à Imre Leader et June Barrow-Green. L'ouvrage est paru en 2008, à la Princeton University Press.
Le livre a remporté le prix Euler du livre de la Mathematical Association of America en 2011.